# Meckesheim
Meckesheim est une commune d'Allemagne, située au sud-est de Heidelberg dans le Bade-Wurtemberg.